# El domador (canción)
«El domador» es una canción de la cantante mexicana Gloria Trevi. Se incluye en su sexto álbum de estudio titulado Cómo nace el universo (BMG Ariola) el cual fue publicado en diciembre de 2004. El tema fue lanzado como segundo sencillo promocional durante los primeros meses de 2005.

## Información de la canción
«El domador» es una de las canciones escritas por Gloria Trevi a fines de los noventa. La cantante tenía previsto grabarla para el que sería su sexto álbum de estudio, con título tentativo eres un santo, en 1997. Existe una primera versión o maqueta que fue registrada para ese disco, el cual sería lanzado por BMG Ariola, y que permanece inédita.
Este segundo corte de Cómo nace el universo fue promocionado en distintos programas de televisión, y es el primer número con el que abre su gira de conciertos de 2005, Trevolución.
- Datos: Q5824748